# Термореле

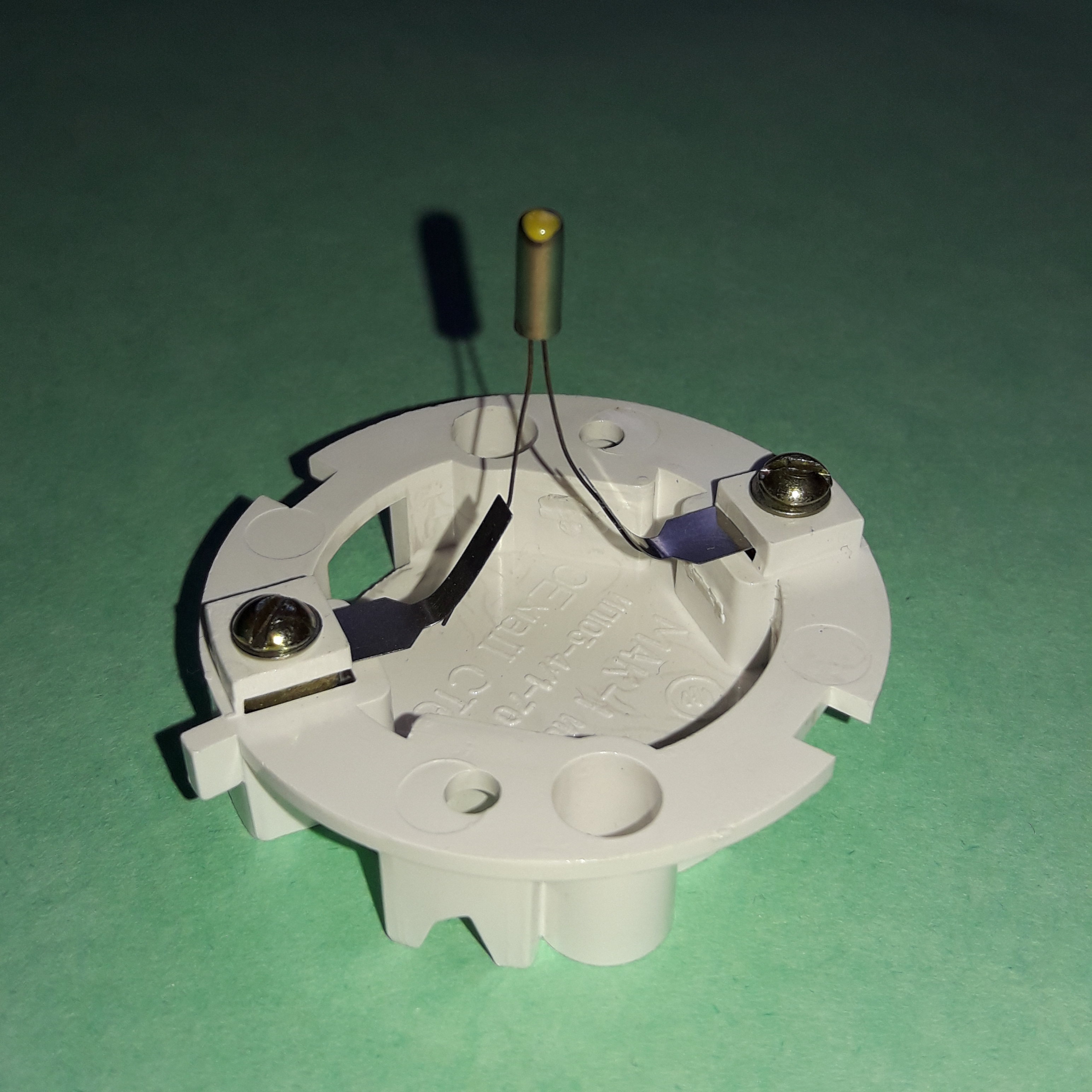
Теплове реле в пожежному тепловому сповіщувачі (кришка знята)

Теплове реле (англ. thermal relay) — реле, яке реагує на зміну теплових величин (температури, теплового потоку тощо).

## Загальний опис
Існують теплові реле засновані на механічних, електричних, оптичних та акустичних принципах дії.
Теплові реле засновані на механічному принципі, використовують або лінійне або об'ємне розширення, або перехід речовин з твердого в рідкий або з рідкого в газоподібний] стан, або зміну густини або в'язкості газів.
Теплові реле, що використовують лінійне розширення, складаються з двох стрижнів (або трубки та внутрішнього стрижня), виготовлених з матеріалів з різним температурним коефіцієнтом лінійного розширення. Різниця подовжень стрижнів (або трубки та стрижня) збільшується за допомогою важеля 4, який приводить у дію рухомий контакт групи контактів 2 (див. рис.)

## Окремі різновиди
- Поширені біметалічні теплові реле, у яких пластина, що складається з двох шарів металу, які володіють різними коефіцієнтами лінійного розширення, закріплена одним кінцем, згинається вільним кінцем у бік металу з меншим коефіцієнтом лінійного розширення. Вільний кінець пластини пов'язаний з рухомим контактом, який за заданої температури замикає електричний ланцюг. Використовуються пари різних металів: латунь-інвар, сталь-інвар і т. д. Біметалічна пластина найчастіше виконується у вигляді плоскої пластинки, а іноді у вигляді плоскої або гвинтової спіралі.

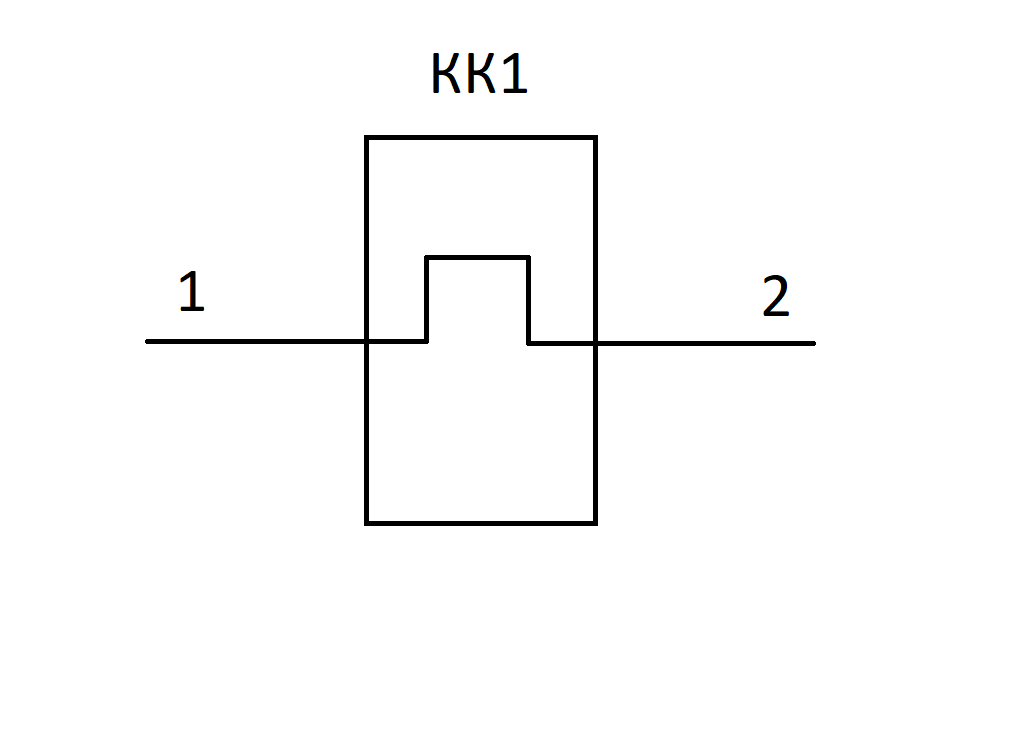
Умовне графічне зображення теплового реле згідно ЕСКД

- Теплові реле, що використовують об'ємне розширення, мають резервуар (ампулу), наповнений рідиною (наприклад ртутью)) або газом. Ртуть, розширюючись, піднімається трубкою, з'єднананою з ампулою, доходить при заданій температурі до нерухомого контакту, впаяного в трубку і замикає керований ланцюг. При нагріванні газу нагрівальним елементом в резервуарі ртуть витісняється і розмикає контакти.
- У теплових реле використовують перехід речовин (зазвичай металів) з твердого стану в рідкий, кінець стрижня з лопаткою, що знаходяться під дією пружини, вставлений деякий об'єм легкоплавкої речовини. При підвищенні температури в камері до температури плавлення пружина висмикує (або повертає) стрижень і замикає контакт. У теплових реле, у яких використовується перехід з речовин з рідкого стану в газоподібний, є балон, наповнений рідиною, що легко випаровується (наприклад хлористий етил — для температури від 40° до 160°С і хлористий метил — від 0° до 150°С) і з'єднана капілярною трубкою (довгою до 10 м) з манометричним елементом (коробкою з мембраною або сильфоном). Капілярна трубка заповнена передавальною рідиною, що мало випаровується і мало стискається — сумішшю гліцерину, етилового спирту і води або гліколю і винного спирту. При підвищенні температури балона рідина, поміщена в нього, випаровуючись, викликає підвищення тиску парів, що через рідину, яка заповнює капілярну трубку, передається сильфону. Останній переміщається і впливає на ртутний контакт.
- Умовне графічне зображення теплового реле згідно ЕСКД Теплові реле, що використовують залежність густини газу від температури, складаються з маленького насоса, що засмоктує в одиницю часу постійну кількість повітря через звуження, що знаходиться в місці, де контролюється температура. Зміна перепаду тиску після звуження пропорційна контрольованій температурі.
- Теплові реле, що використовують оптичні принципи, застосовуються для вимірювання температури тіл, що рухаються, або дуже високих температур. Потік енергії, що потрапляє на тепловий орган, пропорційний {\displaystyle (T_{x}^{4}-T_{0}^{4})} де {\displaystyle T_{x}}- температура контрольованого тіла, {\displaystyle T_{0}}- температура сприймаючого елемента. У разі оптичного сприймаючого органу використовується весь спектр випромінювання, що падає на сприймаючий орган, або тільки його частина, пропущена через відповідний світлофільтр.
- Теплові реле засновані на електричних принципах, використовують зміну питомого опору провідникових або напівпровідникових матеріалів, зміну постійної діелектричної або магнітної проникності або термоЕРС в залежності від зміни температури.

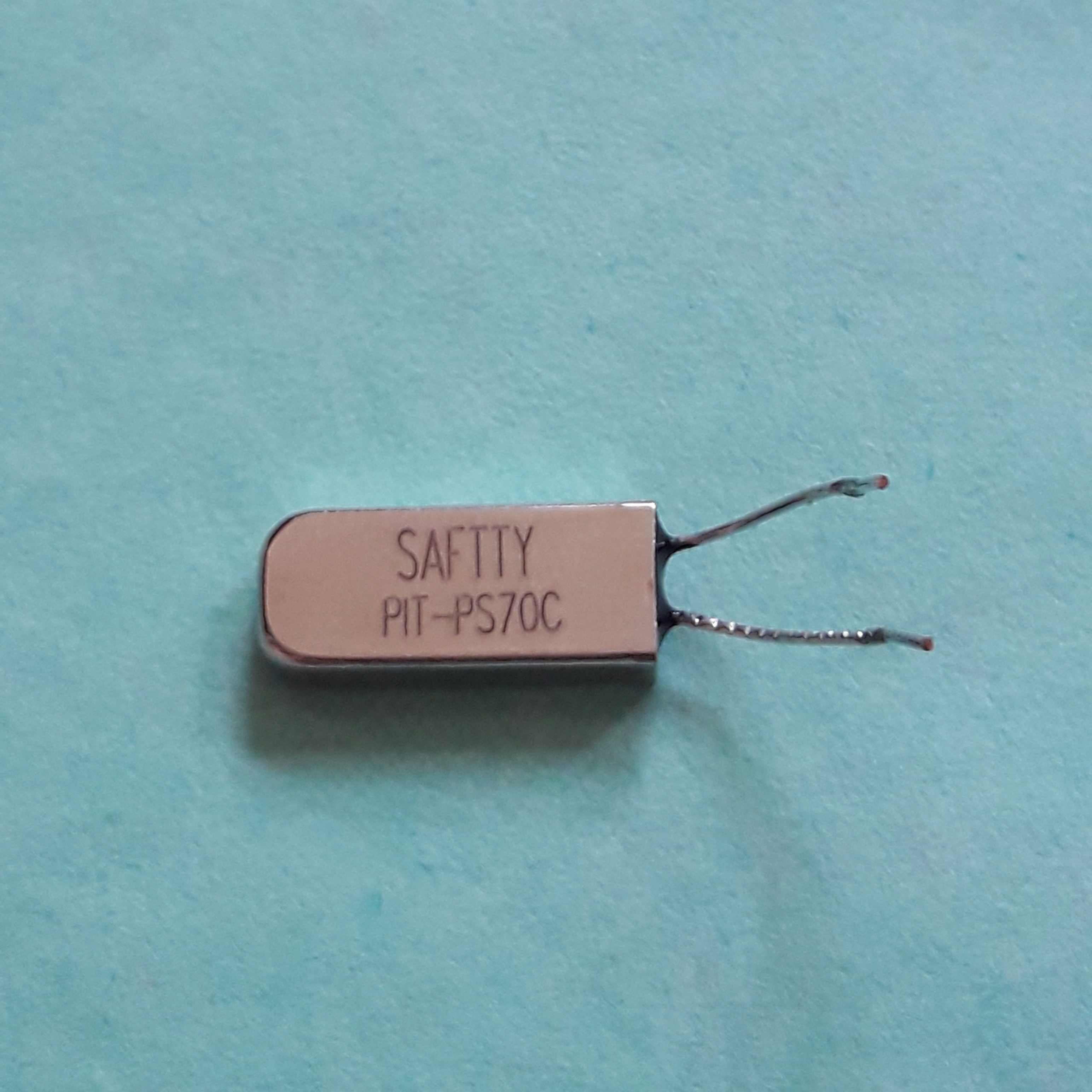
Теплове реле

  - Теплове реле Теплові реле, що працюють на зміні питомого опору, мають провідниковий або напівпровідниковий опір (термоопір, термістор), включене зазвичай як плече диференціальної або мостової схеми.
  - Іноді використовують нелінійність вольтамперних характеристик напівпровідникових термоопорів (термісторів), що викликає стрибкоподібну зміну струму (релейний ефект) в ланцюзі, в який включено напівпровідниковий опір.
- Теплові реле засновані на зміні діелектричної постійної, мають конденсатор з діелектриком, що різко змінює свою діелектричну постійну при зміні температури в заданих межах. Конденсатор включається в ланцюг змінного струму послідовно з навантаженням або контур генератора електричних коливань. При досягненні заданої температури відбувається різка зміна струму ланцюга навантаження чи зрив коливань генератора.
- Теплові реле, що працюють на зміні магнітної проникності, мають сердечник з феромагнітного сплаву, точка Кюрі якого відповідає (або близька) заданому значенню температури спрацьовування. Обмотка сердечника включена в ланцюг змінного струму послідовно з навантаженням або контур генератора електричних коливань. При досягненні заданої температури ланцюга навантаження різко змінюється або відбувається зрив коливань генератора.
- Теплові реле, що використовують зміну величини термоЕРС в залежності від температури гарячого спаю термопари, складаються з термопари і високочутливого електричного реле, що спрацьовує при досягненні температури (і, отже, термоЕРС) заданого значення. Для посилення ЕРС, що підводиться до електричного реле, використовують підсилювач постійного або змінного (з попередньою модуляцією та подальшою демодуляцією) струму, термопари з напівпровідникових матеріалів або поміщають гарячий спай у магнітне поле.